# Кайенский коршун
Кайенский коршун (лат. Leptodon cayanensis) — вид хищных птиц из ястребиных (Accipitridae). Выделяют два подвида.
Распространены на юге Северной Америки, в Центральной и Южной Америке.

## Описание
Небольшой коршун с общей длиной от 43 до 53 см, размахом крыльев от 90 до 110 см и массой 416—605 г. У взрослых особей верхняя часть тела сланцево-чёрная. Макушка и затылок серого цвета, щёки более бледные. Нижняя часть тела серовато-белая. Крылья с неясными серыми полосами. Радужная оболочка от коричневого до серого цвета, может быть от тёмно-синей до иссиня-чёрной. Восковица, уздечка и лапы от синевато-серого до серовато-голубого цвета.
Молодые особи имитируют более крупных и мощных хищных птиц. У них сильно выражен полиморфизм в окраске оперения. Описаны три цветовые морфы. Особи светлой морфы похожи на взрослых птиц, но имеют белую голову и шею. Небольшой гребень на макушке головы и область вокруг глаз чёрного цвета; клюв чёрный, лапы жёлтые. По внешнему виду очень похожа на чёрно-белого орла (Spizaetus melanoleucus). Рыжеватая морфа имеет красноватую шею с белым горлом, чёрными полосами на скулах и чёрным длинным гребнем, очень напоминает взрослого нарядного хохлатого орла (Spizaetus ornatus). Тёмная морфа имеет черноватые голову, шею и верхнюю часть тела, и бурую нижнюю часть с тёмными прожилками. 

## Биология
Как правило, охотится на рассвете и в сумерках c насестов на деревьях, опускаясь за добычей на землю или преследуя летающих насекомых в воздухе. Во время массового скопления крупнотелых цикад в сезон дождей пары коршунов могут проводить несколько часов в день, следуя за группами обыкновенных игрунков (Callithrix), чтобы поймать цикад, которых они беспокоят.
В состав рациона входят разнообразные насекомые (шершни, осы, пчёлы и др.), молодые или раненые птицы, лягушки, моллюски, гекконы и другие ящерицы, а также змеи.
Размножение изучено недостаточно. Гнездится в Колумбии с января по март; в Коста-Рике — с марта по июль. Гнездо в виде тонкой платформы, сооружённое из палок и сучьев, располагается на главной развилке или горизонтальной ветке высоко над землёй. В кладке 1—3 яйца, пурпурного цвета на одном конце и коричневого цвета с пятнышками на другом конце. Периоды инкубации и оперения не описаны.

## Подвиды и распространение
Международный союз орнитологов выделяет два подвида:
- L. c. cayanensis (Latham, 1790) — от юго-востока Мексики до Эквадора, Амазонской низменности, Гайаны и Тринидада
- L. c. monachus (Vieillot, 1817) — от центральной Бразилии до севера Аргентины